# ONE Championship
ONE Championship, nota prima del 2015 come ONE Fighting Championship e spesso abbreviata in ONE FC, è un'organizzazione singaporiana di arti marziali miste, kickboxing e muay thai.
È ampiamente riconosciuta come l'attuale organizzazione di MMA più importante d'Asia, e vanta il 90% del mercato del continente nello sport.

## Storia

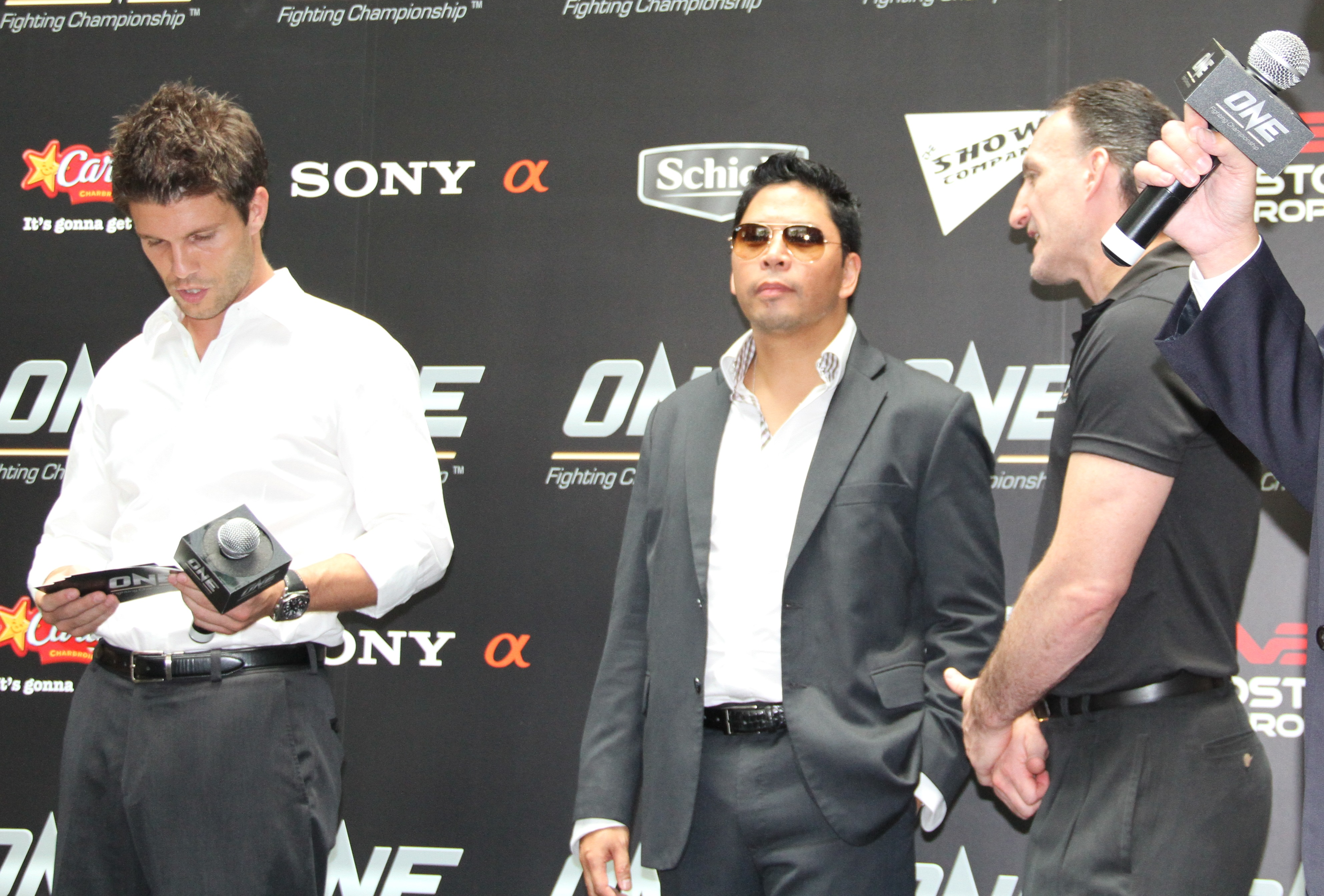
Il presidente Victor Cui

Ufficialmente avviata il 14 luglio 2011, ONE Fighting Championship ha base a Singapore ed è una creatura dell'imprenditore canadese di origini sinofilippine Victor Cui.
Vanta di essere attualmente la più grande organizzazione asiatica di arti marziali miste, grazie anche alla collaborazione con quasi tutte le maggiori promozioni orientali di MMA e l'interscambio dei lottatori dei roster con esse, nonché l'abilità nell'aver sfruttato la caduta di alcune importanti federazioni come la nipponica Dream.
Il primo evento, ONE Fighting Championship: Champion vs. Champion del 3 settembre 2011, si tenne al Singapore Indoor Stadium di Singapore dinanzi a quasi 7.000 spettatori in una struttura da 12.000 posti; i successivi quattro eventi sono stati ospitati in quattro differenti nazioni (Indonesia, Singapore, Malaysia e Filippine), a dimostrazione del chiaro obbiettivo dell'organizzazione di volersi estendere subito in tutto il continente, grazie anche ad un ampio roster che vanta campioni nazionali provenienti dai vari paesi dell'Asia.
Nel 2013 l'organizzazione annunciò di voler promuovere una serie di eventi amatoriali di MMA in tutta l'Asia. Il 2 maggio 2014 con l'evento ONE FC 15: Rise of Heroes tenutosi a Manila, nelle Filippine, la ONE FC raggiunse un picco di 17.847 spettatori presenti. Lo stesso mese venne ingaggiato nel ruolo di vicepresidente l'ex campione dei pesi medi UFC Rich Franklin, capace di portare con sé un piano di sviluppo molto aggressivo. Dal luglio seguente ONE FC istituì il premio ONE Warrior Bonus, ovvero un bonus una tantum di 50.000 dollari per ogni evento destinato all'atleta che più ha impressionato nel corso di tale evento. Sempre nel 2014 la star del pugilato Manny Pacquiao acquistò un gran numero di azioni della ONE FC, permettendo l'aumento del budget in vista di un ulteriore sviluppo della promozione. Fu infatti un anno di grande espansione dell'organizzazione a livello geografico, grazie agli eventi ospitati a Taiwan, Emirati Arabi Uniti, Cambogia e Cina.
Nel 2015 la società prese la decisione di registrare nuovamente il proprio brand con il nome di ONE Championship e non più ONE Fighting Championship.

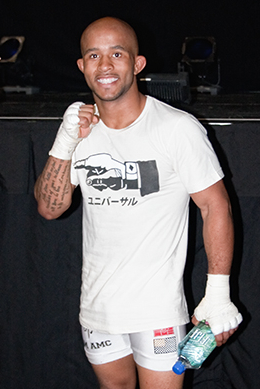
L'approdo in ONE di Demetrious Johnson nell'ottobre 2018 è considerato un punto di svolta nella storia dell'organizzazione

Successivamente la promozione continuò a rafforzarsi e consolidò il proprio status come prima promozione asiatica, introducendo incontri di kickboxing e muay thai nelle proprie card, nonché ingaggiando diverse figure di prestigio internazionale come Andy Souwer, Giorgio Petrosyan, Nieky Holzken, Eddie Alvarez, Demetrious Johnson e Vítor Belfort – alcune delle quali sottratte ai rivali della Ultimate Fighting Championship. L'organigramma societario si rafforzò inoltre con l'ingresso dell'ex campionessa UFC dei pesi gallo Miesha Tate nel ruolo di vicepresidente. Da maggio 2018 tutti gli eventi ONE vennero resi disponibili sull'applicazione mobile gratuita ONE Super App. Per cercare le premesse per l'affermazione internazionale, sul finire dell'anno la ONE siglò un accordo con l'emittente televisiva statunitense TNT. Passi importanti vennero fatti anche per quanto riguarda la lotta contro il doping nelle arti marziali miste, con la promozione che nel 2019 annunciò una collaborazione con l'agenzia mondiale antidoping.
Il 13 ottobre 2019, in occasione del suo 100º evento, la promozione tenne una doppia card nella città giapponese di Tokyo. Il progetto di crescita globale della promozione, dopo un periodo di flessione causato dalla pandemia di COVID-19, proseguì nel 2021 con la trasmissione di quattro eventi nel mese di aprile sul canale TNT, frutto di un accordo commerciale con l'emittente: lanciata ad un orario che seguiva la trasmissione di AEW Dynamite, la quadrilogia targata ONE non riuscì a soddisfare appieno le aspettative prefissate, sia sul piano degli ascolti sia dell'accoglienza da parte del pubblico statunitense, poco familiare con il regolamento globale imposto dalla federazione.

### Collaborazioni
La forza della ONE FC sta proprio nelle dimensioni del proprio roster di lottatori, reso grande e vario grazie soprattutto all'istituzione della One FC Network, ovvero una rete di collaborazione e condivisione dei lottatori con buona parte delle maggiori promozioni asiatiche e oceaniche, tra queste:
- Pancrase
- Glory
- Arena Friday Night Fights
- RUF Nation
- URCC
- Cage Fighting Championship
- ROAD FC
- DARE
- Juggernaut FC
- PAK MMA
- BRACE
- Malaysian Invasion MMA

### Paesi ospitanti
La ONE FC avviò sin dal principio un progetto di espansione a livello continentale della promozione, organizzando il primo evento lontano da Singapore già nel 2012 con One FC 2: Battle of Heroes ospitato in Indonesia.
I paesi che finora hanno ospitato eventi ONE FC sono:
- Singapore
- Indonesia (dal 2012)
- Malaysia (dal 2012)
- Filippine (dal 2012)
- Taiwan (dal 2014)
- Emirati Arabi Uniti (dal 2014)
- Cambogia (dal 2014)
- Cina (dal 2014)
- Birmania (dal 2015)
- Thailandia (dal 2016)
- Giappone (dal 2019)
- Vietnam (dal 2019)
- Serbia (dal 2021)
- Stati Uniti d'America (dal 2021)

## Regole
La ONE FC utilizza ufficialmente il cosiddetto regolamento globale (Global Fight Rules) appoggiato dall'ISKA: tale regolamento mescola le regole della defunta organizzazione giapponese Pride con quelle utilizzate dalla commissione del Nevada, maggiormente utilizzate nelle massime promozioni statunitensi come UFC e Bellator.
Sono validi colpi come soccer kick, pestoni all'avversario a terra (solamente al corpo in questo caso) e gomitate; inoltre l'avversario a terra che è nella propria guardia può difendersi con calci verso l'alto diretti anche al volto dell'avversario.
Gli incontri sono composti da 3 round di 5 minuti l'uno o da 5 round nel caso di incontri validi per il titolo di categoria; al termine della sfida i giudici decidono l'esito in base alla performance nel suo intero e non dividendo in punteggi assegnati round per round.
Fino al settembre 2012 la promozione aveva una regola denominata open-attack che impediva di sferrare soccer kick all'avversario a terra prima di uno specifico segnale di approvazione da parte dell'arbitro.
La promozione utilizza una gabbia a forma circolare simile a quella utilizzata dall'organizzazione statunitense Bellator.

### Classi di peso

#### Maschili
- Pesi paglia: fino ai 56 kg
- Pesi mosca: fino ai 61 kg
- Pesi gallo: fino ai 65 kg
- Pesi piuma: fino ai 70 kg
- Pesi leggeri: fino ai 77 kg
- Pesi welter: fino agli 83 kg
- Pesi medi: fino ai 93 kg
- Pesi mediomassimi: fino ai 102 kg
- Pesi massimi: fino ai 120 kg

I pesi supermassimi vennero inizialmente previsti ma già nel 2013 non erano presenti lottatori di tale categoria nel roster della promozione.

#### Femminili
- Pesi atomo: fino ai 52 kg
- Pesi paglia: fino ai 56 kg
- Pesi mosca: fino ai 61 kg
- Pesi gallo: fino ai 65 kg

## Campioni attuali

### Arti marziali miste
| Categorie di peso   | Limite di peso     | Campione           | Dal (evento)                                              | Difese del titolo  |
| Divisione maschile  | Divisione maschile | Divisione maschile | Divisione maschile                                        | Divisione maschile |
| ------------------- | ------------------ | ------------------ | --------------------------------------------------------- | ------------------ |
| Pesi massimi        | 265 lbs/120 kg     | Arjan Bhullar      | 15 maggio 2021 (ONE Championship Dangal)                  | 0                  |
| Pesi mediomassimi   | 225 lbs/102 kg     | Reinier de Ridder  | 28 aprile 2021 (ONE on TNT IV)                            | 0                  |
| Pesi medi           | 205 lbs/93 kg      | Reinier de Ridder  | 30 ottobre 2020 (ONE Championship 118: Inside the Matrix) | 1                  |
| Pesi welter         | 185 lbs/83 kg      | Kiamrian Abbasov   | 25 ottobre 2019 (ONE Championship 101: Dawn of Valor )    | 1                  |
| Pesi leggeri        | 170 lbs/77 kg      | Ok Rae-yoon        | 24 settembre 2021 (ONE Championship: Revolution)          | 0                  |
| Pesi piuma          | 155 lbs/70 kg      | Thanh Le           | 30 ottobre 2020 (ONE Championship 118: Inside the Matrix) | 1                  |
| Pesi gallo          | 145 lbs/65 kg      | John Lineker       | 11 marzo 2022 (ONE Championship: Lights Out)              | 0                  |
| Pesi mosca          | 135 lbs/61 kg      | Adriano Moraes     | 25 gennaio 2019 (ONE Championship 88: Hero's Ascent)      | 1                  |
| Pesi paglia         | 125 lbs/56 kg      | Joshua Pacio       | 12 aprile 2019 (ONE Championship 93: Roots of Honor)      | 3                  |
| Divisione femminile |                    |                    |                                                           |                    |
| Pesi paglia         | 125 lbs/56 kg      | Xiong Jingnan      | 20 gennaio 2018 (ONE Championship 66: Kings of Courage)   | 6                  |
| Pesi atomo          | 115 lbs/52 kg      | Angela Lee         | 6 maggio 2016 (ONE Championship 42: Ascent to Power)      | 4                  |

### Kickboxing
| Categorie di peso   | Campione                    | Dal (evento)                                                | Difese del titolo  |                    |
| Divisione maschile  | Divisione maschile          | Divisione maschile                                          | Divisione maschile | Divisione maschile |
| ------------------- | --------------------------- | ----------------------------------------------------------- | ------------------ | ------------------ |
| Pesi mediomassimi   | Roman Kryklia               | 16 novembre 2019 (ONE Championship 103: Age of Dragons)     | 2                  |                    |
| Pesi leggeri        | Regian Eersel               | 17 maggio 2019 (ONE Championship 96: Enter the Dragon)      | 3                  |                    |
| Pesi piuma          | Superbon Banchamek          | 15 ottobre 2021 (ONE Championship: First Strike)            | 0                  |                    |
| Pesi gallo          | Capitan Petchyindee Academy | 22 gennaio 2021 (ONE Championship 126: Unbreakable)         | 1                  |                    |
| Pesi mosca          | Ilias Ennahachi             | 16 agosto 2019 (ONE Championship 98: Dreams of Gold)        | 2                  |                    |
| Pesi paglia         | Vacante                     |                                                             |                    |                    |
| Divisione femminile |                             |                                                             |                    |                    |
| Pesi atomo          | Janet Todd                  | 28 febbraio 2020 (ONE Championship 109: King of the Jungle) | 0                  |                    |

### Muay thai
| Categorie di peso   | Campione                           | Dal (evento)                                             | Difese del titolo  |                    |
| Divisione maschile  | Divisione maschile                 | Divisione maschile                                       | Divisione maschile | Divisione maschile |
| ------------------- | ---------------------------------- | -------------------------------------------------------- | ------------------ | ------------------ |
| Pesi piuma          | Phetmorakot Petchyindee Academy    | 7 febbraio 2020 (ONE Championship 108: Warrior's Code)   | 2                  |                    |
| Pesi gallo          | Nong-O Gaiyanghadao                | 16 febbraio 2019 (ONE Championship 89: Clash of Legends) | 4                  |                    |
| Pesi mosca          | Rodtang Jitmuangnon                | 2 agosto 2019 (ONE Championship 99: Dawn of Heroes)      | 3                  |                    |
| Pesi paglia         | Prajanchai P.K.Saenchaimuaythaigym | 30 luglio 2021 (ONE Championship: Battleground)          | 0                  |                    |
| Divisione femminile |                                    |                                                          |                    |                    |
| Pesi atomo          | Allycia Hellen Rodrigues           | 28 agosto 2020 (ONE Championship 115: A New Breed)       | 0                  |                    |